# 喬納森·伯德
喬納森·伯德（Jonathan Currie Byrd，1978年1月27日—）是美國的一位高爾夫球選手。參加PGA巡迴賽的賽事。

## 外部連結
- Jonathan Byrd在PGA巡迴賽的官方網站
- Jonathan Byrd在男子高爾夫世界排名的官方網站
- Player Bio: Clemson Official Athletic site